# 三星Galaxy J5
Samsung Galaxy J5是由三星電子製造的一款Android智慧型手機，发布于2015年。

## 技術規格[1]
- 後置攝像頭：1300萬像素
- 前置攝像頭：500萬像素
- 內存：1.5 GB RAM
- 存儲：8/16 GB
- 電池：3000 mAh
- 螢幕尺寸：5.5寸
- 手機尺寸：142.1 x 71.8 x 7.9mm
- 操作系統：Android lollipop
- 重量：146克
- 1280x 720解析度
- 處理器：Snapdragon 410

## 售價
- 香港：HK$1,798[2]
- 台灣：NT$5,990[3]